# Попередня еталонна модель Землі

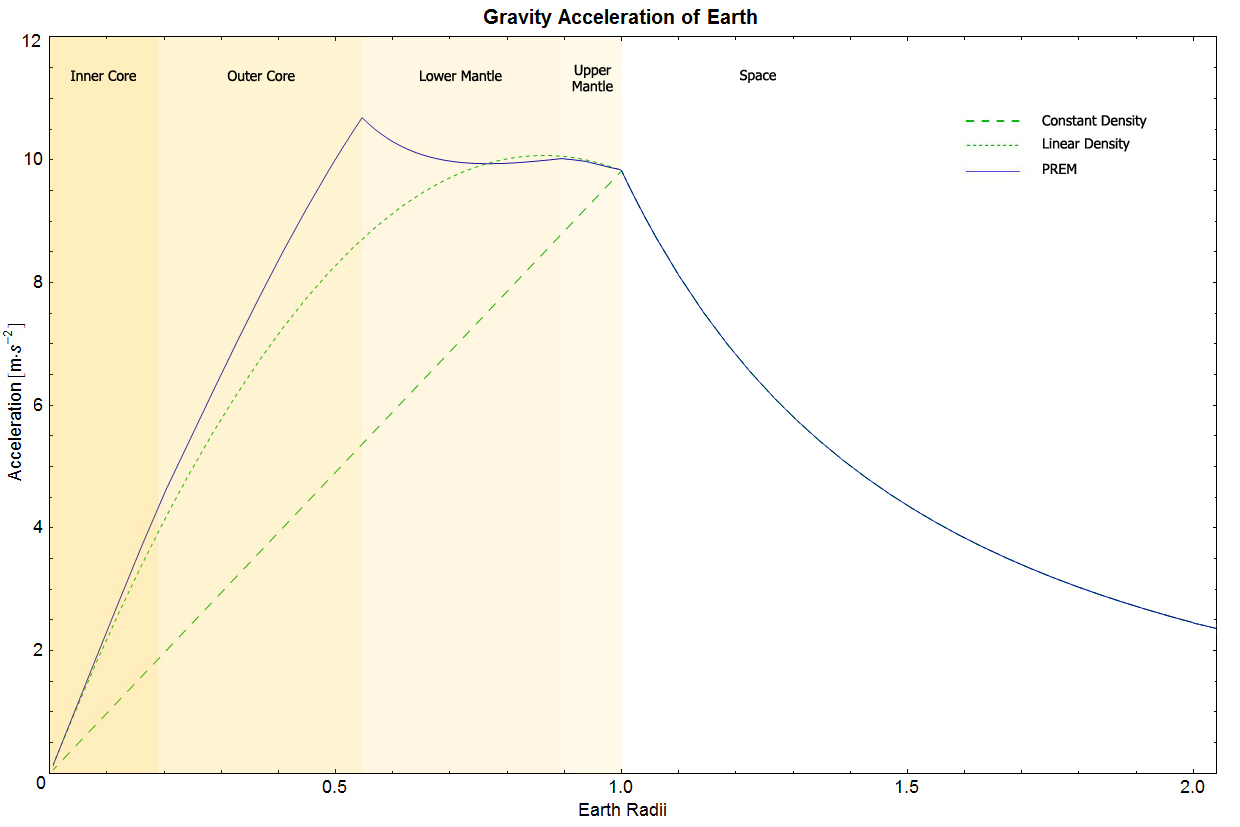
Прискорення вільного падіння за PREM. Зеленою лінією показано гіпотетичну Землю зі сталою густиною (штрихами) і зменшується лінійно від центру до поверхні (точками).

Попере́дня етало́нна моде́ль Землі́ (англ. Preliminary reference Earth model, PREM) — це одновимірна модель, яка визначає середні фізичні властивості Землі у вигляді функції від відстані до її центра. Вона включає таблицю фізичних властивостей, зокрема пружних властивостей, затухання, густини, тиску і гравітаційного притягання як функцій від відстані до центру Землі. Вона включає непружне розсіювання та анізотропію і таким чином є частотно-залежною і поперечно-ізотропною для верхньої мантії.
PREM була розроблена Адамом Дзевонським та Доном Андерсоном у відповідності до настанов «комітету Стандартної моделі Землі» (англ. Standard Earth Model Committee) Міжнародної асоціації геодезії(IAG) та Міжнародної асоціації сейсмології і фізики надр Землі (IASPEI). Інші попередні еталонні моделі Землі включають IASPE91.